# Beloniscellus renschi
Beloniscellus renschi is een hooiwagen uit de familie Beloniscidae. De wetenschappelijke naam van Beloniscellus renschi gaat terug op Roewer.